# Capsicum flexuosum
Capsicum flexuosum är en potatisväxtart som beskrevs av Sendt. Capsicum flexuosum ingår i släktet spanskpepparsläktet, och familjen potatisväxter. Inga underarter finns listade i Catalogue of Life.